# 1960 à Terre-Neuve-et-Labrador
Chronologie de Terre-Neuve-et-Labrador
- 1956
- 1957
- 1958
- 1959
- 1960
- 1961
- 1962
- 1963
- 1964

Cette page concerne des événements survenus en 1960 dans la province canadienne de Terre-Neuve-et-Labrador.

## Politique
- Premier ministre : Joseph Smallwood
- Chef de l'Opposition :
- Lieutenant-gouverneur :
- Législature :

## Événements
- Découverte à L'Anse aux Meadows de vestiges vikings. Ce site serait celui qui confirme le mieux les récits du Vinland.

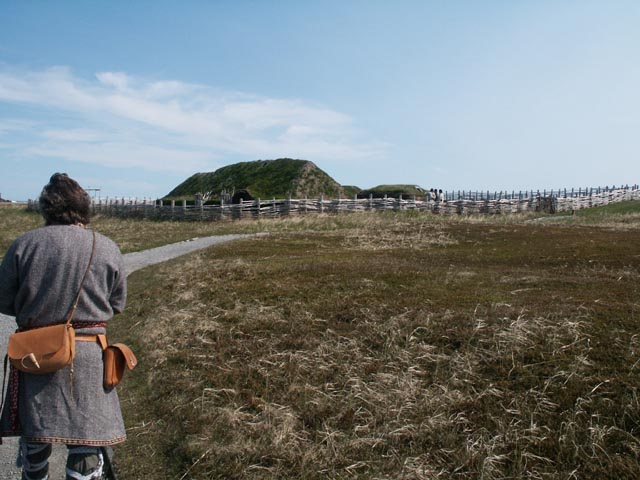
Site viking de L'Anse-aux-Meadows.